# Josep Maria Claret i Huch
Josep Maria Claret i Huch   (Berga, 4 d'agost de 1914 - 24 de setembre de 1962) fou un advocat i poeta català.
Va quedar orfe de molt jove, fet que el marcà per tota la vida. Va estudiar a Barcelona la carrera de dret i exercí d'advocat Catòlic practicant, formà part de la congregació mariana, la federació de joves cristians i Acció Catòlica. L'any 1945 es casà amb Rosina, amb qui va tenir tres filles i un fill. Va morir a Berga a l'edat de 48 anys.
Com a poeta fou fidel a la mètrica de Josep Carner i Puig-Oriol i els noucentistes. S'apropà a l'avantguardisme a través de metàfores agosarades que el vinculen al surrealisme. Canta l'amor al paisatge i a la seva muller. Juntament amb Climent Peix i Armengou i Pere Tuyet i Casafont formen un grup literari i intel·lectual cohesionat.